# 크리스토퍼 도슨
크리스토퍼 헨리 도슨(Christopher Henry Dawson, 1889년 10월 12일 – 1970년 5월 25일)은 잉글랜드인 로마 가톨릭교회 역사가이자 독립 학자로, 문화사에 대한 많은 책을 썼으며 서양 문화가 정체되거나 타락하지 않기 위해 기독교 문화와 연속성을 유지해야 할 필요성을 강조했다. 도슨은 "20세기 가장 위대한 영어권 가톨릭 역사가"로 불렸으며 "가톨릭 신자와 개신교 신자, 기독교인과 비기독교인"에게 자신의 사상을 설명할 수 있는 인물로 인정받았다.
1988년부터 1989년까지 유럽 칼리지의 학년은 도슨의 이름을 따서 명명되었다.

## 삶
크리스토퍼 헨리 도슨은 빅토리아 시대 말기, 비번 가문의 선조 집안인 헤이 성에서 앵글로 가톨릭 가정에서 태어났으며, 어린 시절 대부분을 요크셔 시골의 폐허 속에서 보냈다. 그의 부모는 헨리 P. 도슨 대위와 웨일스인 대부제 비번의 장녀 메리 루이자였다. 도슨 대위는 군인이기보다는 탐험가에 가까운 육군 장교였으며, 실제 전투에 가장 가까웠던 경험은 프로이센-프랑스 전쟁의 최전선 후방에서였다. 그는 사촌인 허버트 키치너 (훗날 하르툼의 키치너 경)와 함께 야전 구급 부대에 합류했다.
도슨은 독실한 앵글로가톨릭주의 가정에서 자랐다. 도슨의 어린 시절은 활기차고 경이로웠으며, 대부분의 시간을 역사에 대한 그의 관심을 이끌어 줄 장소인 요크셔 시골에서 보냈다. 이곳에서 어린 상상력이 풍부한 도슨은 수도원과 성을 수 시간 동안 돌아다니곤 했다. 도슨은 과거를 멀리 떨어진 감상주의의 대상이 아닌, 현재와 가까워 의미를 찾을 수 있는 것으로 경험했다.

젊은 시절, 도슨은 아버지의 로마 가톨릭에 대한 관심 덕분에 가톨릭에 대한 깊은 흥미를 키웠다. 도슨은 가톨릭 교회 안에서 도덕적, 영적 아름다움을 인식했고, 이는 1914년 주현절에 그의 개종으로 절정에 달하는 지적 각성을 이끌었다. 도슨은 이 시기를 이렇게 회상했다. 
열세 살이나 열네 살 때부터 나는 가톨릭 성인들의 삶과 중세 가톨릭 신비주의자들의 글을 알게 되었고, 그것들은 내 마음에 너무나 강한 인상을 주어 나는 이러한 고차원적인 인격과 경험을 위한 여지를 남겨두지 않는 어떤 삶의 이론에도 부족함이 있다고 느꼈다.

1899년, 그는 공립학교인 빌턴 그레인지로 보내졌다. 가족 외에 다른 사회적 상호작용이 거의 없이 주로 고립되어 생활한 결과, 그는 세균을 두려워했다. 도슨은 역사와 영어에서만 뛰어나 보였다. 도슨은 소중한 가정 생활 밖의 세상에 직면했을 때 내적인 고통을 겪었다. 그곳에서 겪었던 고통은 그에게 계속 남아 있었다. 그의 딸은 그녀가 다니려는 학교 문 근처에 다다랐을 때 그가 "나는 못 보겠어"라고 중얼거렸고, 차에서 내려 숲 속에 앉아 책을 읽었다고 회상했다. 1903년, 도슨의 아버지는 그를 윈체스터 칼리지에 입학시켰다. 도슨은 아널드 J. 토인비와 학우였지만 서로 마주친 적은 없었다. 도슨은 "그 고대 예배 장소의 미학에서 비롯된 강한 역사적 의식"을 키웠다. 도슨은 훗날 윈체스터 대성당에서의 경험에 대해 이렇게 썼다.
학창 시절 학교에서 종교 수업을 들은 시간보다 윈체스터 대성당을 방문하면서 더 많이 배웠다. 색슨 왕들과 중세 시대의 주교-정치가들의 묘비가 있는 거대한 교회는 책에서 배울 수 있는 어떤 것보다도 우리 문화에서 종교적 요소의 거대함과 우리 국가 생활에서 그 뿌리의 깊이에 대한 더 큰 감각을 주었다.

그러나 그는 나중에 윈체스터 칼리지가 "영국 최고의 학교"라고 말했다.
그는 요크셔의 하틀링턴 홀에서 자랐다.
도슨은 윈체스터 칼리지와 트리니티 칼리지 (옥스퍼드 대학교)에서 교육을 받았으며, 1911년 현대사에서 2등급 우등 학위를 취득했다. 학위를 취득한 후에는 경제학을 공부했다. 또한 독일 신학자 에른스트 트뢸치의 저작을 읽었다.
도슨의 배경은 앵글로가톨릭주의였지만, 1909년에 로마 가톨릭교회로 개종했다.
1916년, 도슨은 건축가 월터 에드워드 밀스의 딸 발레리 밀스와 결혼했다. 그들은 두 딸과 한 아들을 두었다.

## 경력
틀:Conservatism UK도슨은 선도적인 가톨릭 역사가로 여겨졌다. 그는 엑시터 유니버시티 칼리지에서 문화사 강사 (1930~1936), 리버풀 대학교에서 종교 철학 포우드 강사 (1934), 에든버러 대학교에서 기포드 강사 (1947, 1948), 하버드 대학교에서 로마 가톨릭 연구 차운시 스틸만 교수 (1958~1962)를 역임했다. 도슨은 1943년 영국 학사원의 펠로로 선출되었다.
1940년부터 한동안 더블린 리뷰의 편집자를 맡았다.

## 저술
사람들이 어떤 악과 싸우기 위해 모든 수단이 허용된다고 결정하는 순간, 그들의 선은 그들이 파괴하려 했던 악과 구별할 수 없게 된다.— C.H. Dawson

도슨은 1920년에 더 소시올로지컬 리뷰에 글을 발표하기 시작했다. 그의 출발점은 오스발트 슈펭글러와 아널드 J. 토인비의 그것과 가까웠는데, 이들은 또한 문명 차원에서 이루어지는 거대 서사에 관심을 가졌다. 도슨의 첫 저서인 『신들의 시대』(1928)는 유럽 문명을 20세기까지 추적하는 다섯 권의 책 중 첫 번째 책으로 의도된 것으로 보인다. 그러나 그는 이 계획을 끝까지 따르지 않았다.
도슨은 '구서구 이론'의 주창자였으며, 이는 훗날 데이비드 그레스가 『플라톤에서 나토까지』(1998)에서 도슨을 인용하며 사용한 용어이다. 도슨은 유럽의 중세가 본질적인 특성에 기여하지 못했다는 일반적인 가정을 거부했다. 그는 중세 로마 가톨릭교회가 유럽 문명 발흥의 필수적인 요소라고 주장했으며, 그 논지를 지지하는 광범위한 글을 썼다.

## 영향
사회를 통합하고 문화를 하나로 묶는 응집력은 종교적 충동에서 비롯된다... 종교를 잃은 사회는 머지않아 문화를 잃은 사회가 된다.

1920년대와 1930년대 그의 저술은 그를 당대의 중요한 인물로 만들었고, 특히 T. S. 엘리엇에게 영향을 미쳤으며, 엘리엇은 그의 중요성에 대해 글을 썼다. 도슨은 문학 토론 그룹인 '더 무트'의 주변에 있었고, 또한 성령의 검 에큐메니컬 그룹의 일원이기도 했다. 브래들리 버저에 따르면, 도슨은 J. R. R. 톨킨의 저술의 신학적 기반에도 영향을 미쳤다.
도슨이 제시한 기독교 문화 연구에 대한 주제별 접근 방식은 아퀴나스 칼리지의 가톨릭 연구 프로그램의 핵심을 이룬다. 그의 작업은 캠피언 칼리지 설립과 2012년 서호주 퍼스에서 크리스토퍼 도슨 철학 및 문화 협회(The Christopher Dawson Society for Philosophy and Culture Inc.) 설립에 영향을 미쳤다.
도슨의 비전은 또한 스튜번빌 프란치스칸 대학교의 인문학과 가톨릭 문화 프로그램의 기반이 된다.

## 비교 가능한 역사가
기독교 역사가의 부흥자로서 크리스토퍼 도슨은 케네스 스콧 라터렛과 허버트 버터필드와 비교되어 왔다. 도슨과 막스 베버의 작업 사이에서도 비교가 이루어져 왔다. 둘 다 자신의 주제에 대해 메타역사적 접근 방식을 사용하며, 그들의 주제 자체도 유사성을 지닌다. 즉, 서양 문화의 측면에 대한 종교의 영향이다.

## 작품

### 서적
- 신들의 시대(The Age of the Gods) (1928). 미국 가톨릭 대학교 출판부 재발행 (2012)[17]
- 진보와 종교: 역사적 탐구(Progress and Religion: An Historical Inquiry) (1929). 미국 가톨릭 대학교 출판부 재발행 (2001)[18]
- 기독교와 새 시대(Christianity and the New Age) (1931)[19][20]
- 유럽의 형성: 유럽 통일 역사 입문서(The Making of Europe: An Introduction to the History of European Unity). 런던: 시드 앤 워드, 1932. 미국 가톨릭 대학교 출판부 재발행, 2003.[21][22]
- 옥스퍼드 운동의 정신(The Spirit of the Oxford Movement) (1933)[23][24]
- 종교와 문화에 대한 탐구(Enquiries into Religion and Culture) (1933). 미국 가톨릭 대학교 출판부 재발행 (2009)[25]
- 중세 종교 및 기타 에세이(Medieval Religion and Other Essays) (1934)[26]
- 종교와 근대 국가(Religion and the Modern State) (1936)[27]
- 정치 너머(Beyond Politics) (1939)[28]
- 정치의 주장(The Claims of Politics) (1939)
- 국가의 심판(The Judgment of the Nations) (1942). 미국 가톨릭 대학교 출판부 재발행 (2011)[29]
- 기포드 강연 1947–49
  - 종교와 문화(Religion and Culture) (1948) ISBN 0-404-60498-6
  - 종교와 서양 문화의 부상(Religion and the Rise of Western Culture) (1950) ISBN 0-385-42110-9
- 유럽 이해하기(Understanding Europe) (1952). 미국 가톨릭 대학교 출판부 재발행 (2009)[30]
- 중세 에세이(Medieval Essays) (1954). 미국 가톨릭 대학교 출판부 재발행 (2002)[31]
- 몽골 선교: 13세기와 14세기 몽골과 중국의 프란치스코 선교사 이야기와 서신(The Mongol Mission: Narratives and Letters of the Franciscan Missionaries in Mongolia and China in the Thirteenth and Fourteenth Centuries) (1955). 1966년에 아시아 선교(Mission to Asia)로 재출판되었다.[32]
- 세계 역사의 역동성(Dynamics of World History) (1957).[33] 존 J. 멀로이 외 편집. 대학 연구소 재발행 (2002).[34]
- 세계 혁명의 움직임(The Movement of World Revolution) (1959)[35]
- 진보와 종교: 역사적 탐구(Progress and Religion: An Historical Inquiry) (1960) 외 다수. 미국 가톨릭 대학교 출판부 재발행 (2001)
- 기독교 문화의 역사적 실재(The Historic Reality of Christian Culture) (1960)[36]
- 서양 교육의 위기: 기독교 문화 연구를 위한 특정 프로그램 포함(The Crisis of Western Education: With Specific Programs for the Study of Christian Culture) (1961). 미국 가톨릭 대학교 출판부 재발행 (2010)[37]
- 기독교의 분열(The Dividing of Christendom) (1965)[38]
- 기독교의 형성(The Formation of Christendom) (1967)[39]
- 혁명의 신들(The Gods of Revolution) (1972)[40]
- 종교와 세계사: 크리스토퍼 도슨 작품 선집(Religion and World History: A Selection from the Works of Christopher Dawson) (1975)[41]
- 기독교와 유럽 문화: 크리스토퍼 도슨 작품 선집(Christianity and European Culture: Selections from the Work of Christopher Dawson) 제럴드 J. 루셀로 편집. 미국 가톨릭 대학교 출판부 재발행 (1998)[1]

## 더 읽어보기
- 버저, 브래드. 세상을 성화하다: 크리스토퍼 도슨의 아우구스티누스적 삶과 정신, 크리스텐덤 프레스, 2007.
- 버저, 브래드. "자유주의에 대한 크리스토퍼 도슨," 2부, 3부, 더 이매지너티브 컨서버티브, 2012년 6월.
- 버저, 브래드. "자유 예술: 기독교 세계 재건을 위한 도슨의 전제 조건," 크라이시스 매거진, 2012년 10월 11일.
- 블리제, 존 R. E. "크리스토퍼 도슨," 모던 에이지, 1979년 여름.
- 칼데콧, 스트랫포드 및 모릴, 존. 시간 속의 영원: 크리스토퍼 도슨과 가톨릭 역사관, (T. & T. 클라크, 1997).
- 엘더스, 레오 J. "크리스토퍼 도슨." 스투디아 길소니아나 3 (2014): 49-62. 온라인
- 피츠기본, 조지 F. "크리스토퍼 도슨의 순환 이론," 미국 가톨릭 사회학 리뷰, 2권, 1호, 1941년 3월.
- 하트, 제프리. "크리스토퍼 도슨과 우리가 듣지 못한 역사," 모던 에이지, 1997년 9월.
- 헤르세, 루벤. "슈펭글러, 토인비, 엘리엇 및 문화 개념에 대한 크리스토퍼 도슨." 문화 12.2 (2015): 45-59 [Herce, Rubén. "Christopher Dawson on Spengler, Toynbee, Eliot and the notion of Culture." Cultura 12.2 (2015): 45-59. 온라인].
- 히팅어, 러셀. "기술과 자유주의의 종말에 대한 크리스토퍼 도슨," CERC, 1993.
- 커크, 러셀. "크리스토퍼 도슨의 위대한 업적," 더 유니버시티 북맨, 47권, 1호, 2010년 겨울.
- 마셜, 캐롤라인 T. "현대 개척자: 크리스토퍼 도슨, 기독교 문화의 옹호자," 크리스천니티 투데이, 2001년 1월 10일.
- 미첼, 필립 어빙. "문명병과 정지된 중간: RG 콜링우드, 크리스토퍼 도슨, 그리고 역사적 판단." 로고스: 가톨릭 사상과 문화 저널 21.3 (2018): 85-113.
- 올슨, 글렌 W. "왜 우리는 크리스토퍼 도슨이 필요한가," 코뮤니오, 35권, 2008년 봄.
- 올슨, 글렌 W. "크리스토퍼 도슨과 가톨릭 교육의 갱신," 로고스, 13권, 3호, 2010년 여름.
- 파크스, H. B. "크리스토퍼 도슨," 스크루티니, 1937년 3월.
- 포츠, 개럿, 그리고 스티븐 터너. "크리스토퍼 도슨 이해하기." 영국 사회학사 (팔그레이브 맥밀란, 참, 2019) pp. 103–136. 온라인
- 퀸, 더못. "크리스토퍼 도슨: 우리 시대의 역사가이자 예언자," 휴마니타스, [n.d].
- 퀸, 더못. "도슨의 신조," 디 아메리칸 컨서버티브, 2010년 2월 1일.
- 루셀로, 제럴드 J. "크리스토퍼 도슨의 '미국과 현대 문화의 세속화'." 로고스, 3권, 2000.
- 루셀로, 제럴드 J. "크리스토퍼 도슨: 역사 속의 그리스도," 크라이시스 매거진, 2011년 12월 27일.
- 슈워츠, 아담. "'전체주의적 적그리스도'에 맞서다: 크리스토퍼 도슨과 전체주의," 가톨릭 역사 리뷰, 89권, 3호, 2003년 7월.
- 스콧, 크리스티나. 역사가와 그의 세계: 크리스토퍼 도슨의 삶, 1889-1970, 시드 앤 워드, 1984.[1]
- 스타우트, R. 재러드. "크리스토퍼 도슨과 베네딕토 16세 교황의 '종교와 문화' 그리고 '믿음과 사회 갱신'." 로고스: 가톨릭 사상과 문화 저널 16.1 (2013): 31-69. 온라인
- 트레파니에, 리. "에릭 보겔린과 크리스토퍼 도슨의 문화와 역사." 정치 과학 리뷰 41.2 (2017). 온라인
- 워드, 레오 R. "기독교 문화 교육에 대한 도슨," 모던 에이지, 1973년 가을.